# Nickco Palamaras
Nickco Vincent Palamaras (15 agosto 2004) è uno sciatore alpino statunitense naturalizzato tedesco.

## Biografia
Specialista delle prove tecniche attivo dal novembre del 2020, Palamaras ha esordito in Coppa Europa il 15 dicembre 2022 a Obereggen in slalom speciale, senza completare la prova, e ai successivi Mondiali juniores di Sankt Anton am Arlberg 2023 ha conquistato la medaglia d'argento nella combinata a squadre; non ha debuttato in Coppa del Mondo né preso parte a rassegne olimpiche o iridate.

## Palmarès

### Mondiali juniores
- 1 medaglia:
  - 1 argento (combinata a squadre a Sankt Anton am Arlberg 2023)

### Coppa Europa
- Miglior piazzamento in classifica generale: 82º nel 2024

### Campionati tedeschi
- 1 medaglia:
  - 1 bronzo (slalom speciale nel 2024)